# Герб Самоа
Герб Самоа — державний символ Незалежної Держави Самоа. Сучасний герб країни було прийнято у 1962 р., коли Західне Самоа отримало незалежність від Нової Зеландії.

## Опис і символіка
На передньому плані гербового щита міститься стилізоване зображення Сузір'я Південний Хрест. На щиті, котрий має срібну основу, також зображені зелено-білі морські хвилі, сріблясте небо і кокосова пальма із золотими кокосами. Обрамлення (борт) щита має темно-синьє та біле забарвлення. На задньому фоні щита зображено радіальні візерунки, пов'язані червоними концентричними колами, з боків яких зображено гілки оливкового дерева. Над щитом міститься темно-синій із червоно-білим латинський хрест із червоними променями. У нижній частині герба розташований девіз: «FA'AVAE I LE ATUA SAMOA» (у перекладі з самоанської мови — «Бог — основа Самоа»).
Кокосова пальма та море символізують природне розташування островів у Тихому океані, хрест — християнські традиції країни. Кола і візерунки символізують географічну широту і довготу і аналогічні прапору ООН, підопічною якої держава Самоа була із 1946 по 1962 рр.

## Історія
Перший герб Західного Самоа було прийнято ще у 1914 р. в часи панування на островах Німеччини. На ньому було зображено три срібні кокосові пальми на червоному тлі, що підносяться над біло-синіми морськими хвилями. У верхній частині щита був зображений чорний прусський орел на сріблястому тлі. Цей герб використовувався протягом дуже короткого часу, оскільки через кілька місяців після його прийняття острови були окуповані новозеландськими військами.
Під час новозеландського панування було прийнято новий герб, який використовувався аж до 1951 року. На ньому були зображені три кокосові пальми в природних кольорах на природному тлі.
А уже 1951-го було прийнято новий герб, котрий послужив прототипом сучасному гербу. На відміну від нинішнього варіанту на ньому замість хреста було зображено золоте сонце.